# 豊栄村 (長野県)
豊栄村（とよさかむら）は長野県埴科郡にあった村。現在の長野市松代町豊栄にあたる。

## 地理
- 山：皆神山

## 歴史
- 1876年（明治9年）5月30日 - 関屋村・桑根井村・平林村・牧内村・皆神村が合併して豊栄村となる。
- 1889年（明治22年）4月1日 - 町村制の施行により、豊栄村が単独で自治体を形成。
- 1955年（昭和30年）4月3日 - 松代町・寺尾村・更級郡西寺尾村と合併して松代町が発足。同日豊栄村廃止。